# Lupara bianca
Lupara bianca (Italià: [luˈpaːra ˈbjaŋka] ; català: "lupara blanca") és un terme periodístic que indica una matança de la màfia feta de manera que mai es troba el cos de la víctima.
Les maneres típiques de dur a terme una lupara bianca inclouen enterrar una víctima al camp obert o en llocs remots on seria difícil trobar-la, o enterrar la víctima en el formigó que es trobi als llocs de construcció, o dissoldre el cos en àcid i llançar les restes al mar: aquest darrer mètode va ser àmpliament utilitzat per la facció Corleonesi durant la Segona Guerra de la màfia. Altres mètodes incloïen dissoldre un cos en un pou de lixivia humida, alimentar restes a porcs o llançar la víctima (morta o viva) en el metall fos d'una fàbrica d'acer. La lupara bianca impedeix a la família de la víctima celebrar un funeral adequat en absència d'un cos, i també destrueix proves que poden apuntar a la identitat dels assassins. El terme prové del lupara, una arma típicament associada a la màfia siciliana

## Incidents de la vida real
S'especula que Hamilton, Ontario, el botzer Rocco Perri va ser assassinat per haver estat equipat amb sabates de ciment i llançat al port de Hamilton quan va desaparèixer el 23 d'abril de 1944.
El periodista d'investigació italià Mauro De Mauro va ser segrestat el vespre del 16 de setembre de 1970 quan tornava de casa a la via delle Magnolie de Palerm. Milers de policies i mosquetons amb helicòpters i gossos van pentinar Sicília en va a la recerca del periodista. Mai no s'ha trobat el cos de De Mauro.
L'11 de setembre de 1982, van desaparèixer els dos fills de Benedetto i Antonio, membre de la màfia siciliana, Tommaso Buscetta, de la seva primera esposa, per no trobar-los mai més, cosa que va provocar la seva col·laboració amb les autoritats italianes.
El 28 de juliol de 1980, John Favara va ser segrestat i va desaparèixer després que accidentalment va atropellar i va matar mafiós John Gotti fill mitjà 's, 12 anys d'edat, Frank Gotti, mentre muntava d'un amic de la família minibike diversos mesos abans. Hi va haver diversos testimonis del segrest i els relats van anar des que li van colpejar amb un bat de beisbol, li van disparar amb una pistola silenciosa del calibre 22 o ambdues coses. Els comptes diferien del que es feia amb el cos de Favara. Un relat va dir que mentre Favara era viu, va ser desmembrat amb una motoserra, embotit en un barril ple de formigó i llançat a l'oceà, o enterrat en algun lloc de la chopperia. Al gener de 2009, els documents judicials federals de Brooklyn presentats per fiscals federals contenien denúncies segons les quals l'assassí de la mafia Charles Carneglia va matar Favara i va eliminar el seu cos en àcid.
El cos de Giuseppe, fill del membre de la màfia siciliana Santino Di Matteo, es va dissoldre en àcid el 1996, després de 779 dies d'ostatge.